# Церква святого Архістратига Михаїла (Бірки)
Церква святого Архістратига Михаїла в Бірках — парафія і храм Шумського благочиння Тернопільської єпархії Православної церкви України в селі Бірки Кременецького району Тернопільської области.

## Історія церкви
Церква святого архистратига Михаїла була збудована у 1776 році. Перші згадки про священнослужителів у ній датуються 1829 роком.
Перша служба у храмі ПЦУ відбулася 26 вересня 2008 року, її провів благочинний священник Василь Мокрицький.
У храмі регулярно проводять духовні настанови (катехізацію) для дорослих та молоді.
Громада, хоч і невелика, але дуже дружна, активно розвиває нові традиції. У планах — створення недільної школи.
Нова громада вже поповнила шкільну бібліотеку книгами Закону Божого та подарувала ікону Пресвятої Богородиці.

## Парохи
- о. Федір Бичковський,
- о. Григорій Бичковський,
- о. В'ячеслав Кізілов,
- о. Павло Мединський (з ?).